# サイバーステップ
サイバーステップ株式会社（英: CyberStep,Inc.）は、東京都杉並区和泉に本社を置くオンラインゲームの開発を主な事業内容とする日本の企業。

## 概略
2000年4月1日にサイバーステップは創業した。2006年には東証マザーズ上場。
サイバーステップのゲーム開発では、仮想ゲーム実行環境を提供する開発プラットフォーム「Oni（オニ）」を採用している。
部門
- 2021年9月8日にノベルゲーム部門の「CSノベル部」を発足、2022年11月30日に「PandaShojo」へ改名[5]
- 2023年3月14日からYouTuberやVTuberをゲームに登場させるノベルゲームブランド「Rabbitfoot」を始動させた[6]。

## 沿革
- 2000年4月1日 - 創業[7]
- 2000年7月13日 - サイバーステップ・ドット・コム有限会社を設立。
- 2000年10月 - 本社を東京都多摩市に移転
- 2001年8月 - サイバーステップ株式会社に組織変更。
- 2004年04月28日 - 本社を東京都調布市に移転
- 2006年7月5日 - 東証マザーズに上場。
- 2015年4月15日 - 株式会社ジェンコ、エクスアーツジャパン株式会社と業務提携合意[8]
- 2017年9月1日 - 市場選択制度により東証第二部に市場変更。
- 2021年9月8日 - サイバーステップは、オーストラリアの投資銀行のマッコーリー・バンク・リミテッド（マッコーリー銀行）を割当先として、総額17億9800万円を資金調達する使価額修正条項付第35回・第36回新株予約権を発行すると発表した[9]。
- 2022年6月30日 ‐ ブロックチェーンゲームの開発とサービスを行っている株式会社レリパと業務提携[10]
- 2023年4月14日 -　サイバーステップが、Web3ゲームの企画、開発でHADOWと業務提携することを発表[11]。
- 2023年4月10日 - サイバーステップは、行使価額修正条項付第37回新株予約権（2月6日発行）について、大量行使が行われたことを発表した[12]。この大量行使では、サイバーステップの発行総数の29.17％に当たる1750個の権利が行使され、同社は17万5000株を新たに交付した。これにより、サイバーステップは1億500万円を資金調達した。
- 2023年4月21日 - サイバーステップは第37回新株予約権の行使状況について、発行総数の31.17%に相当する1870個の権利行使が行われ、新たに18万7000株を交付したことを発表した[13]。また、サイバーステップは、この権利行使を通じて、1億1200万円の資金調達を行った。
- 2025年3月26日 - 新規子会社として「株式会社エンビション」「株式会社サイバーステップリズム」「株式会社サイバーステップオーロラ」の設立を発表[14]。
- 2025年6月18日 - 上記新規子会社について、いずれも不採算を理由として設立を断念[15]。
- 2025年6月30日 - 新規戦略部門「クリプテック・キャピタル」の設立とWeb3領域への参入を表明[16]。

## 関連会社
- CyberStep Communications, Inc.（米国子会社）
- CyberStep Entertainment, Inc.（韓国子会社）
- CyberStep Games B.V.（オランダ子会社）
- CyberStep(Shanghai), Inc.（中国子会社）
- CyberStep Brasil Ltda.（ブラジル子会社）
- CyberStep HongKong Limited（香港子会社）
- CyberStep Philippines Inc.（フィリピン子会社）
- PT. CyberStep Jakarta Games（インドネシア子会社）
- バハムト株式会社（日本子会社）
- 株式会社BloomZ[17]

## 製品

### 提供中のゲーム
Windows
- GetAmped→ゲットアンプドR→ゲットアンプドX[18]
- 鋼鉄戦記C21
- 鬼斬
- CosmicBreak Universal - TPS(第三者視点シューティングゲーム)
- TERAVIT ‐ 2023年4月19日リリース。サンドボックゲーム（英語版）[19]

スマートフォンアプリ、ブラウザ
- トレバ ‐ オンラインクレーンゲーム

PandaShojo（CSノベル部）から発売のノベルゲーム
- 『雨音スイッチ -Amane Switch-』
- 『あまあま人妻包囲網 - Stuck With Naughty Housewives -』
- 『美人姉妹と入れ替わり生活 -Becoming Your Beautiful Cousin-』
- 『肉食ギャルは清純派！？ ～ Innocent Stuck-up Girls! ～』
- 『背信カノジョ～Girlfriend's Betrayal～』
- 『美少女ストリーマーの秘密恋愛 - Secret romance with streamer girls -』
- 『定時制の人妻JK - Married Girls' Night School -』
- 『～ハズレ転生～ 最底辺から始める異世界経営』
- 『ビタースイート - 家出少女とワケあり同棲生活 - 』
- 『草食系男子の言いなり入院生活』
- 『催眠スクールデイズ』
- 『没落陰陽絵巻』
- 『姉恋ごっこ』
- 『メンヘラアンサブル』

Rabbitfootから発売のノベルゲーム
- 『おいでませ、こくりさん』2023.05.25発売[20]

### 提供終了のゲーム
Windows
- 鬼斬百鬼夜行
- コズミックコマンダー
- 卓球ピンポン
- マモノサークル
- ピクラブ
- 暁のブレイカーズ
- 鬼斬パンデモニウム
- 最遊記RELOAD GUNLOCK（2006年1月31日サービス終了[21]）
- コズミックブレイク2（2020年6月25日サービス終了[22]）
- コズミックブレイク（2020年8月27日サービス終了[23]）
- ゲットアンプド2（2020年8月27日サービス終了[24]）

スマートフォン
- 鬼斬～日本を旅するRPG～
- コンバットボッツ コズミックコマンダー
- コズミックブレイク ソラの戦団
- ハコネちゃんタイピング
- Dash!スシニンジャ（2017年10月10日サービス終了）
- ゲットアンプドモバイル（2019年8月29日サービス終了[25]）
- ブラックステラ インフェルノ（2022年9月12日15時サービス終了）[26]
  - ブラックステラ トロメア（2024年10月3日13時サービス終了）[27]

### 電子楽器
- KDJ-ONE

## 特筆項目

### トレバ関連
2020年11月23日、オンラインクレーンゲーム「トレバ」において不正を行っている事実をサイバーステップが認めたと、ねとらぼがネット上に記事を掲載した。これに対しサイバーステップは翌24日のプレスリリースにおいて、同記事の内容は到底受け容れがたいものだとして同社の見解を表明している。
2021年1月3日、ねとらぼが現役従業員による告発記事を掲載。同日Yahoo！ニューストップでも同疑惑が報じられた。
2021年5月18日、東京地方裁判所で行われていたウェブメディア「ねとらぼ」に掲載されたオンラインクレーンゲーム「トレバ」をめぐる記事の削除を求める仮処分の申請は、当該記載の一部削除を命じる決定が下った。